# Bocabo
Bocabo est un village situé dans la sous-préfecture de Djangokro et appartenant au Département de Dimbokro, Région du N'Zi. Il a été électrifié le 27 mai 2019. Bocabo est le village voisin de Koguinan et Dadié-Kouassikro,,.
Bocabo est le deuxième village sur l'axe Dadié-Kouassikro - Bocabo - Koguinan.